# Stadtpalais
Unter Stadtpalais (etymologisch verwandt mit dem Wort Palast) versteht man Wohnsitze von Patriziern, staatlichen und kirchlichen Würdenträgern in den Städten sowie dortige Zweitwohnsitze des Landadels. Mit Stadtpalast oder Stadtschloss werden hingegen in der Regel städtische Residenzen von Herrschern bezeichnet. Im Französischen bezieht sich das Wort Palais hingegen meist auf Herrscher- oder Bischofsresidenzen, während das hier behandelte Stadtpalais als Hôtel particulier bezeichnet wird. 

## Historische Entwicklung

### Mittelalter

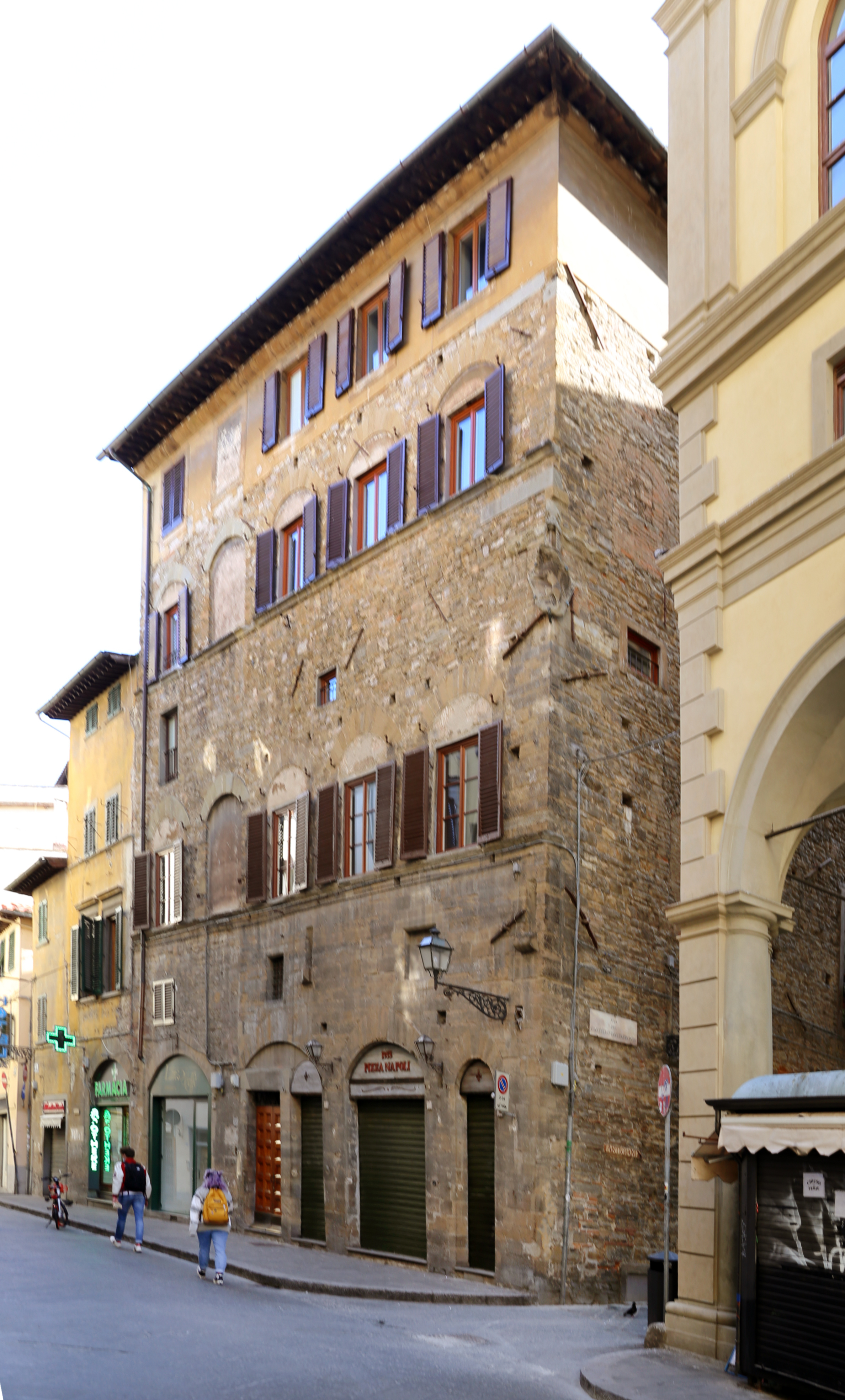
Palazzo Fagni (Florenz), typisches Patrizierhaus, erbaut um 1330

Im Frühmittelalter und im beginnenden Hochmittelalter war der Adel durchwegs im ländlichen Raum ansässig oder außer- und oberhalb der Burgsiedlungen, die oft sekundär um die Festungen entstanden waren. Nur dort, wo die Burgen Siedlungskerne größerer Städte waren, befand sich der Wohnsitz der örtlichen Regenten in der Stadt (so etwa das Palais de la Cité in Paris als Residenz der französischen Könige vom 10. bis zum 14. Jahrhundert oder auch zahlreiche Bischofsresidenzen in ganz Europa, die in aller Regel neben den Kathedralen standen). Im Heiligen Römischen Reich herrschte das Reisekönigtum mit den Königspfalzen (und entsprechenden Herzogs- und Bischofspfalzen), die sich teils in Städten, teils auf dem Land befanden. Wenn Landadlige ihrem Lehnsherrn die Aufwartung machten, schlugen sie meist ihre Zeltlager vor dessen Burg (oder Stadt) auf oder quartierten sich in den Gästetrakten nahegelegener Klöster ein. Die Burgmannen, die eine (Stadt-)Burg zu bewachen und zu verteidigen hatten, lebten meist in Burgmannshöfen, mit denen sie innerhalb der Burgfreiheit belehnt waren. 
Zwischen dem Landadel und dem Stadtadel (den Patriziern) gab es anfangs noch keine großen Unterschiede. So errichteten sich die (ab etwa dem Jahr 1200) in die Städte gezogenen Ritterfamilien noch Wohntürme in der Stadt, wie es die Ministerialen auf dem Land taten. Fast alle Reichsstädte und auch kleinere Landstädte hatten solche Türme, in Nürnberg gab es um 1430 etwa 65 davon (erhalten ist als einziger das Nassauer Haus). Auch hochragende „Geschlechtertürme“ nach oberitalienischem Vorbild gab es in deutschen Städten, besonders in Regensburg (wo noch einige erhalten sind, wie der Goldene Turm oder der Baumburger Turm).

### Neuzeit

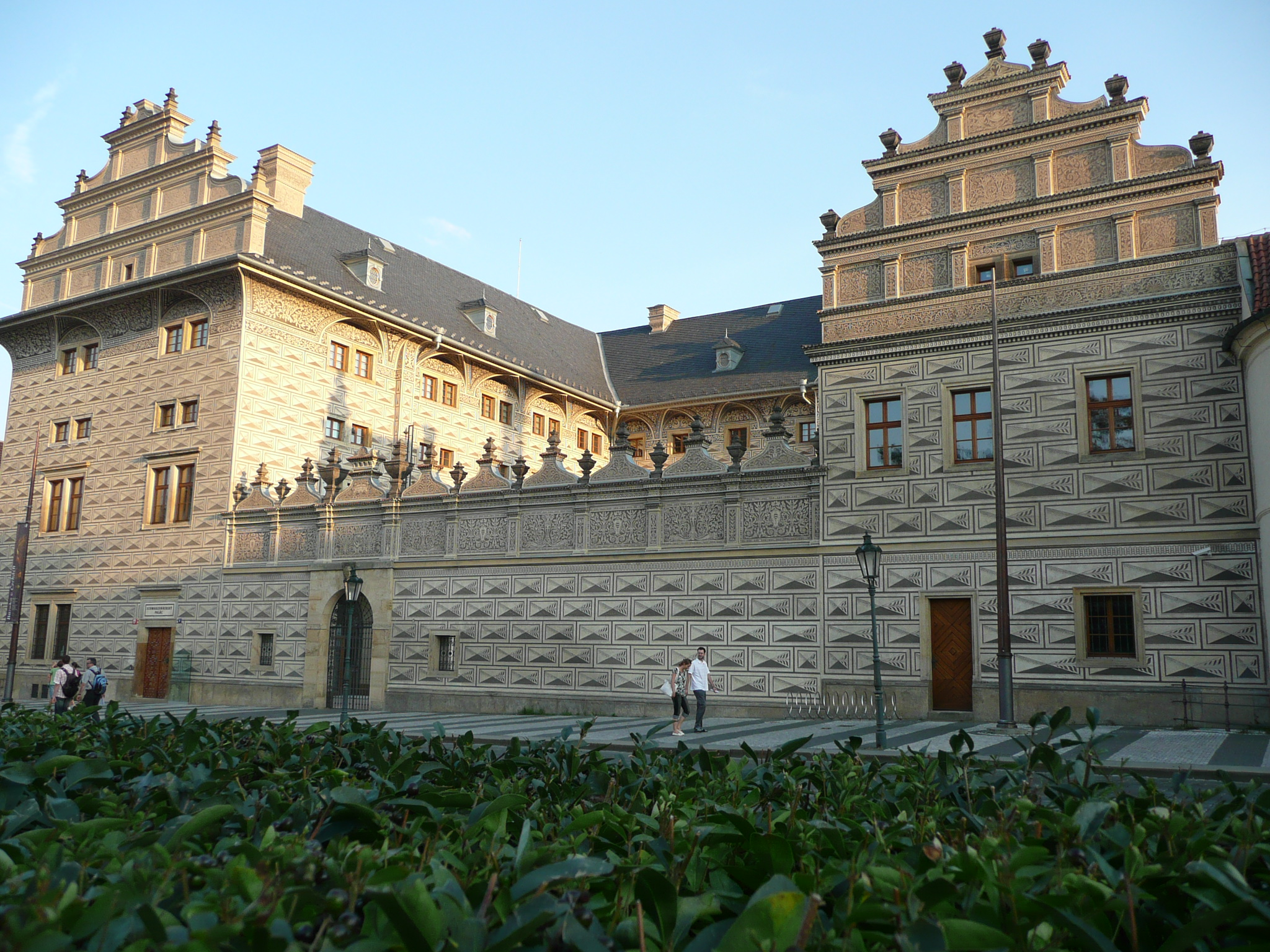
Palais Schwarzenberg (Prag), erbaut 1545–1567, prächtiges Renaissancepalais vor dem Tor der Prager Burg

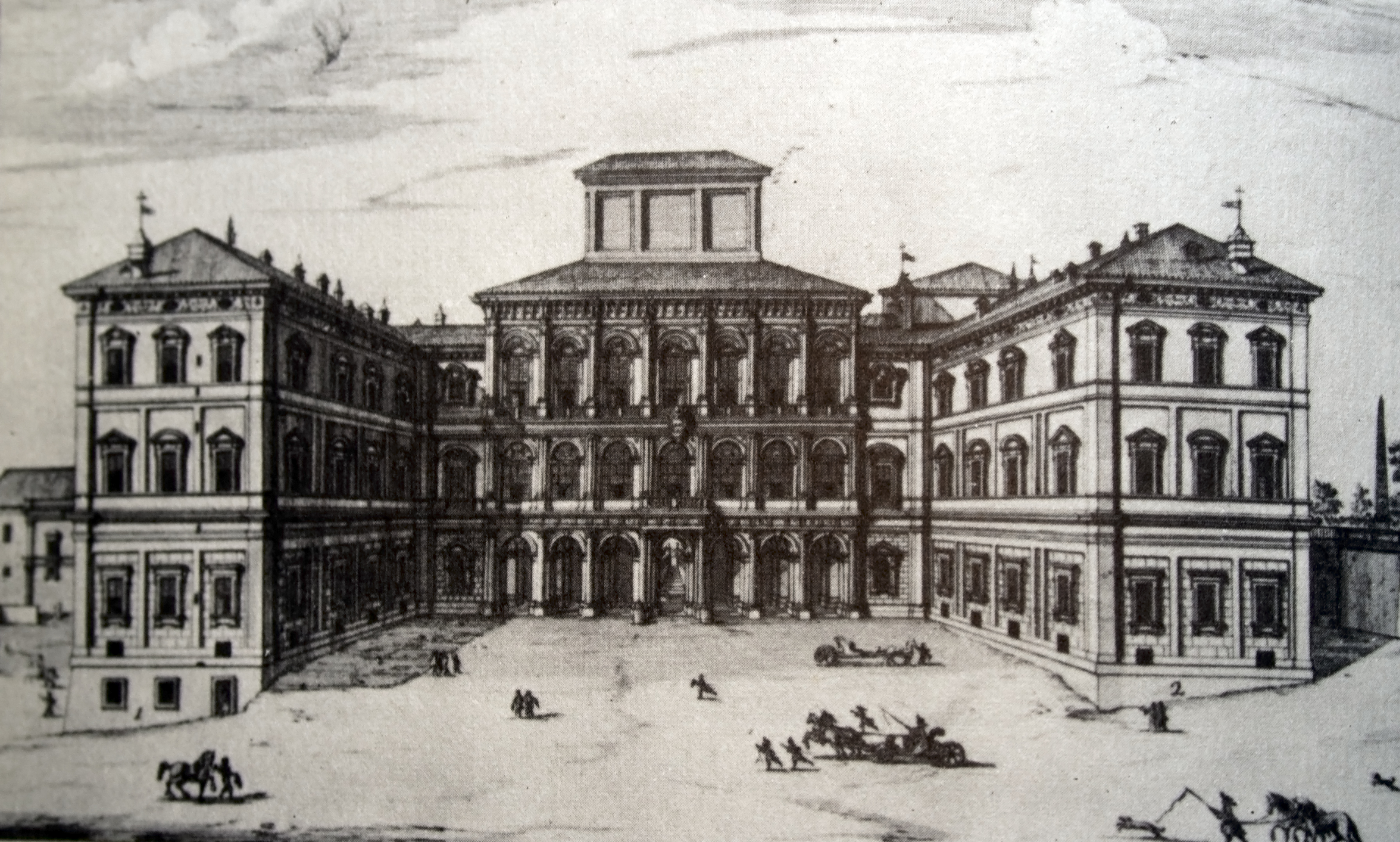
Palazzo Barberini (Rom), erbaut 1627–1638, erstes Barockpalais

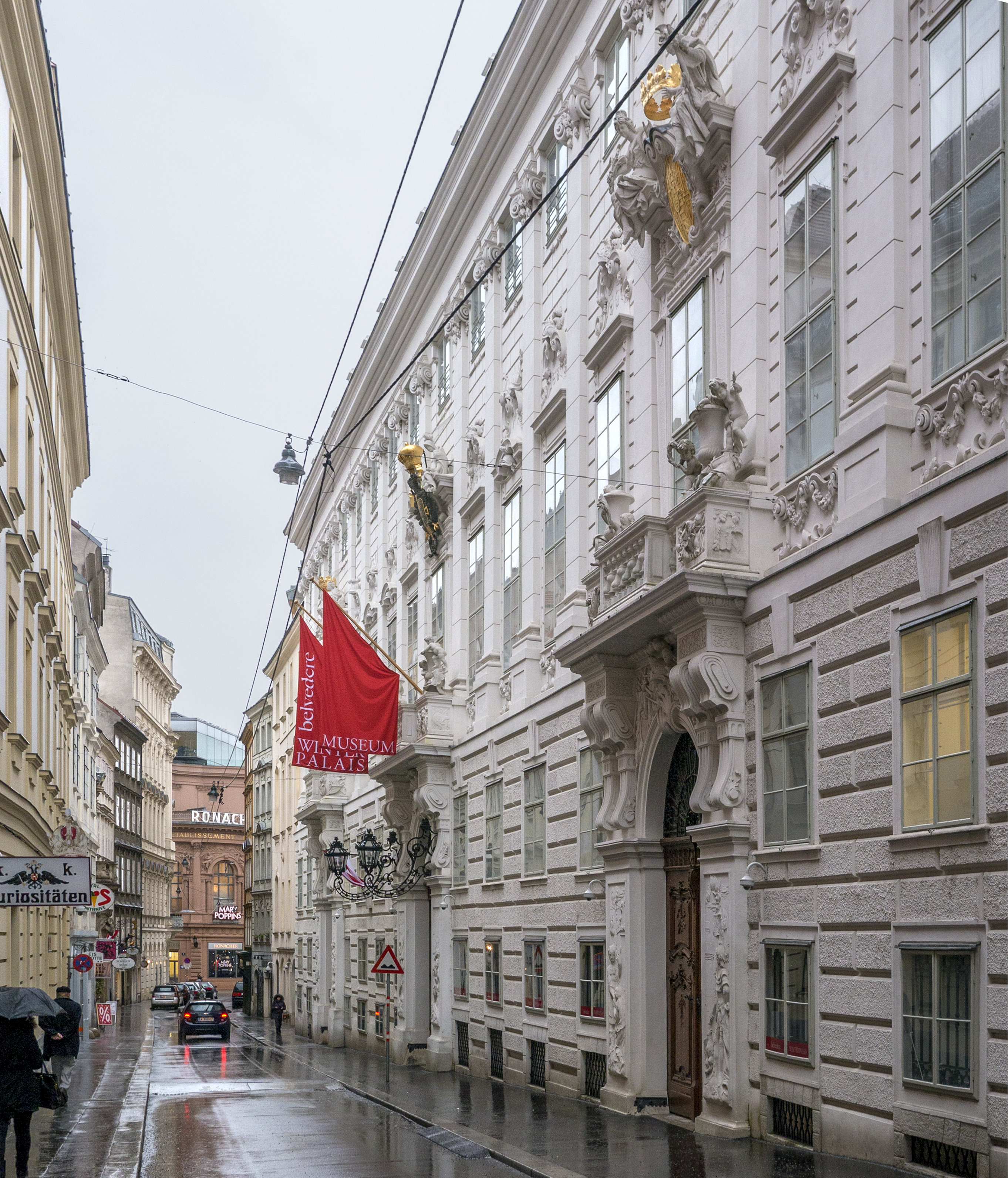
Winterpalais Prinz Eugen (Wien), erbaut 1697–1724, barockes Palais in geschlossener Straßenbebauung

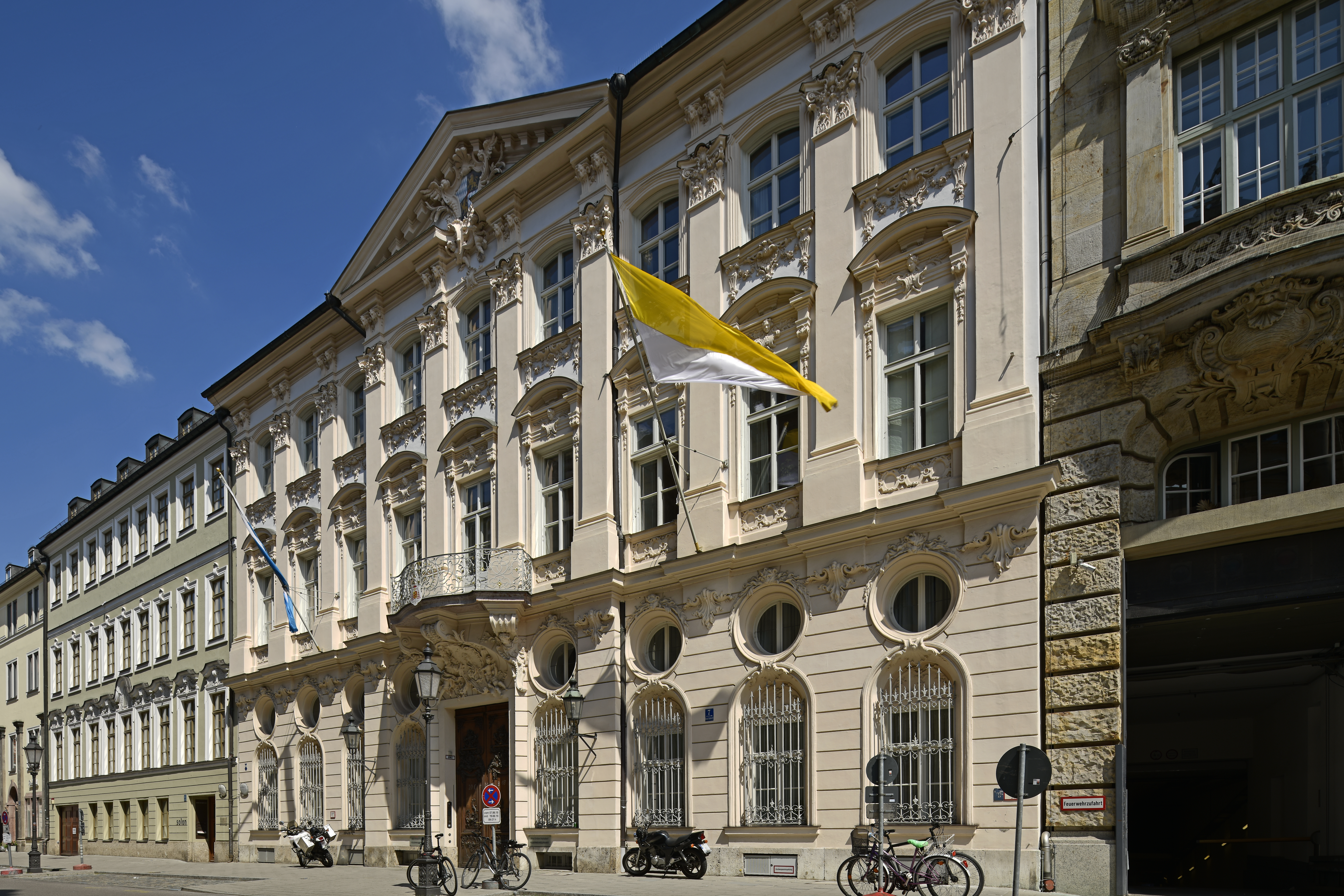
Palais Holnstein (München), erbaut 1735–1737, barockes Palais in geschlossener Straßenbebauung

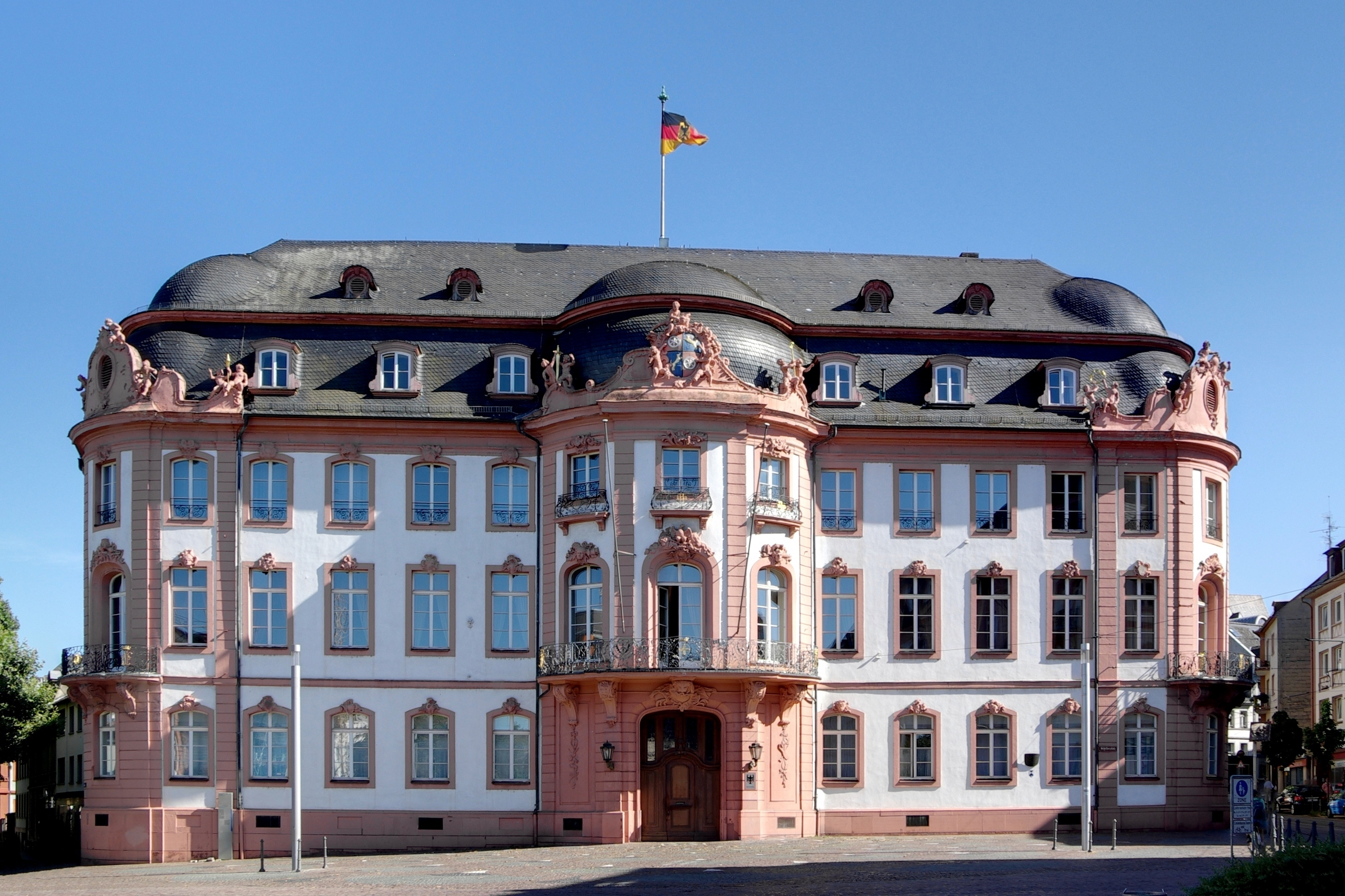
Osteiner Hof (Mainz), erbaut 1747–1752 als Rokokopalais

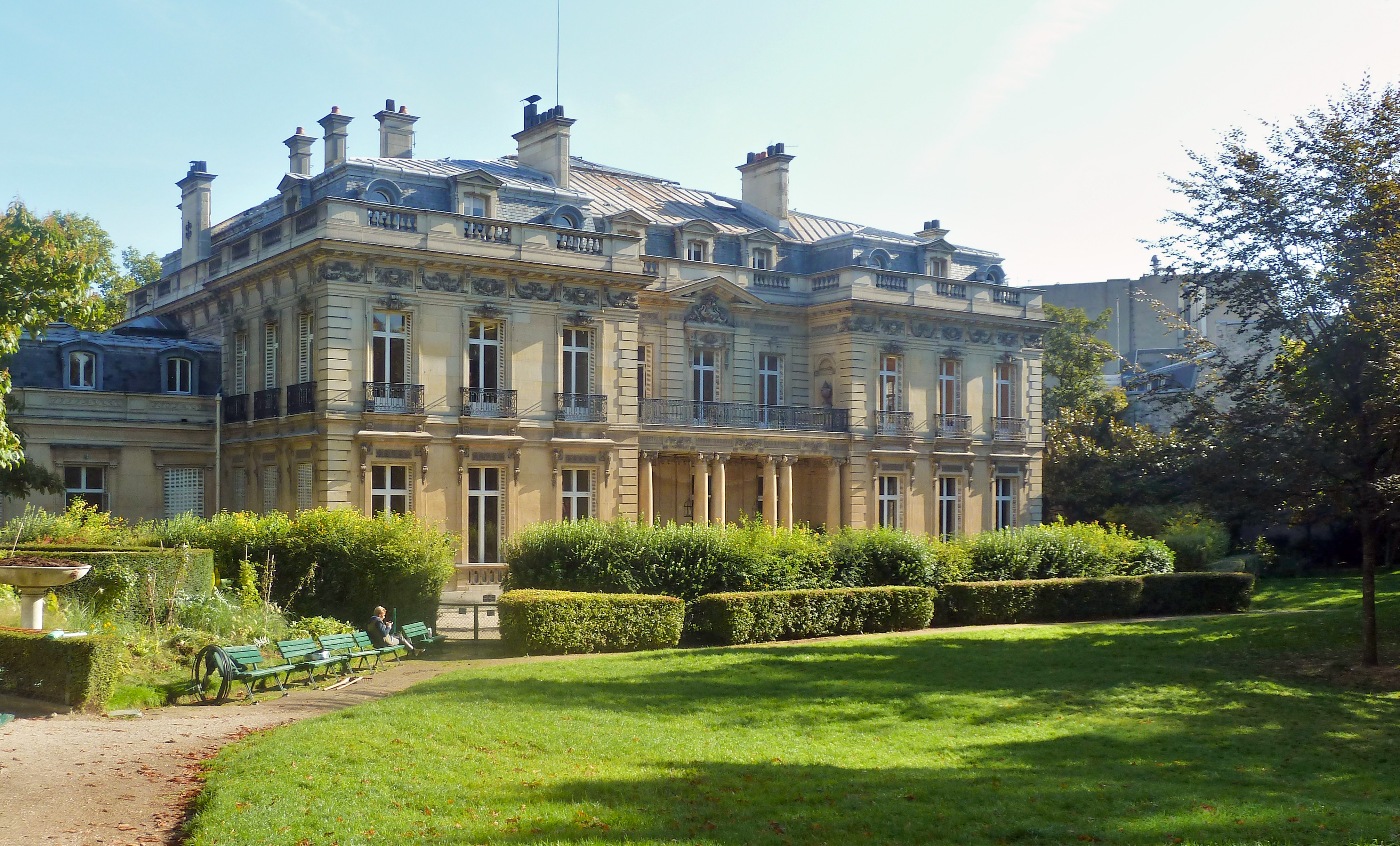
Paris: Stadtpalais des Salomon Rothschild in der Avenue de Friedland (erbaut 1873 bis 1882 im Stil der Gründerzeit)

Im Spätmittelalter und in der Renaissancezeit bezeichnete man Adelssitze in deutschen Städten meist als adeliger Hof, freiadeliger Bau, Freihaus (wegen der Steuerbefreiung) oder Familienhaus. Der Begriff Palais kam erst mit der französischen Sprachmode der Barockzeit auf. Die Häuser dienten anfangs vor allem als Wirtschaftshöfe und Handelsstützpunkte für den regionalen Grundbesitz des Adels und verfügten daher über Ställe, Scheunen und Gesindetrakte. Sie erleichterten außerdem die Gewinnung von Einfluss und Ämtern durch ihre Nähe zu Fürstenhöfen und Kurien. Besonders viele (und prächtige) Adelshöfe entstanden in den kaiserlichen Residenzstädten Wien und Prag sowie seitens des Stiftsadels in fürstbischöflichen Residenzen wie Mainz und Münster, wo der Landadel die Domkapitel besetzte.
Eine Blüte erreichte das Stadtpalais (genannt Palazzo) dann in der Renaissance Italiens, vor allem von den merkantilen Großbürgern errichtet in den Stadtrepubliken wie Venedig, Florenz und Siena oder auch vom päpstlichen Adel in der Kirchenstadt Rom. Schon Leon Battista Alberti behandelte den Stadtpalast in seiner kunsttheoretischen Schrift Über das Bauwesen (Decem libri de re aedificatoria) (ca. 1443–1452) als eigenständige Bauaufgabe. Eine Fortsetzung fand dies besonders im Kolonialismus Spaniens und Portugals.
Mit dem ausgehenden Mittelalter wollte der Stadtadel, beginnend im Mittelmeerraum, aber zunehmend auch vor der Enge – und auch dem Schmutz – der wachsenden Städte in Landgüter ausweichen, zumindest saisonal als Sommerresidenz. Daher wurden rund um die Städte zunehmend Vorstadtpaläste angelegt. Gleichzeitig begann auch der Landadel, seine Güter prunkvoll in Form von schlossartigen Villen auszubauen, besonders als mit dem aufkommenden Palladianismus ein völlig neuer Stil der Repräsentationsarchitektur modern wurde. Dadurch kam es zu einer Vermischung städtischer und ländlicher Bauformen. Intensiv findet sich das im 17. Jahrhundert etwa in England mit der mächtigen Gentry (dem Stand der bürgerlichen oder adeligen Großgrundbesitzer). Dort setzte die Industrialisierung denn auch im Umfeld der Landgüter, nicht in den Großstädten ein.
Einen Höhepunkt erreichte die Stadtflucht des Adels mit der Errichtung der neuen Residenz des französischen Königs, Versailles, 20 Kilometer außerhalb von Paris, Mitte des 17. Jahrhunderts. Dem Beispiel folgten zahlreiche Fürstenhöfe in ganz Europa, und der Hofstaat pendelte anfangs saisonal zwischen Stadtschloss und Sommerresidenz und zog im Laufe des Barocks endgültig aus der Stadt aus. Die alten Stadtburgen wurden teils abgerissen, teils in Verwaltungsgebäude umgewandelt.
Im Zuge der außerstädtischen Ansiedlung der Residenzen wurden aber neue suburbane Siedlungskerne geschaffen, gleichzeitig wurden die Städte umstrukturiert und von Altstadtkernen mit Stadtmauern in moderne Festungen umgewandelt. Außerdem wurden Gerichtsbarkeit und öffentliche Verwaltung zunehmend zentralisiert, die Residenzstädte gewannen an Bedeutung und der Bedarf an Hofbeamten stieg.
Es setzte eine Gegenbewegung ein, der Adel suchte die physische Nähe des Hofes, mochte vermehrt am städtischen Leben teilnehmen und auch den Unbilden des Landlebens zu entfliehen. Der vermögende Landadel begann nun, sich in den Kern- und Vorstädten prunkvolle Zweitwohnsitze zu schaffen, Stadtpalais genannt.
Diese Entwicklung ging wieder vom Mittelmeer aus; in Kastilien und im Königreich beider Sizilien sammelte sich der Adel schon im 16. Jahrhundert in den Städten. Im nördlicheren Europa waren die Landadeligen während der Landwirtschaftssaison weiter auf den Landgütern und nutzten die Stadtschlösser als Winterpalais. Zentren der Entwicklung waren die Höfe zu Paris (mit dem typischen Hôtel particulier in Paris), London (etwa dem Spencer House) und den zahlreichen Palais in Wien (wo nach dem Ende der Türkengefahr 1683 auch die Vorstädte wieder als sicher galten).
Im Frankreich des 18. Jahrhunderts etwa lebten 40 % des Adels in der Stadt, Ende des Mittelalters waren es 4 % gewesen. Mit dieser Abwanderung der Wohlhabenden und Mächtigen verarmte gleichzeitig der Landadel zunehmend. Die Stadt- und Vorstadtpalais wurden zunehmend zur Abbildung der Fürstenhöfe im Kleinen. Parallel entwickelte sich – im katholischen Süden Europas – das Bischofspalais als repräsentativer Sitz der geistlichen Fürsten.
Mit der Abschaffung der Grundherrschaft und des Leibeigentums nach der Revolution bis in die 1850er Jahre und mit dem vermehrten Aufkommen der nicht-adeligen hochindustriellen Unternehmerschaft abseits der Städte, noch einmal intensiviert in der Schleifung der Stadtbefestigungen ab Mitte des 19. Jahrhunderts (Gründerzeit in Deutschland), was neuen Bauraum in der Zentralstadt schuf, finden sich auch wieder bürgerliche Prachtbauten, die ebenfalls „Stadtpalais“ genannt wurden: Ein repräsentativer Sitz in der Stadt, der jedem alten Adelshaus paroli bieten konnte, war der erste Schritt in den Geldadel. Sonst glichen sich in dieser Zeit Stadtpalais, Bürgerhaus und (gehobeneres) Zinshaus im Erscheinungsbild weitgehend an. Mit den Umbrüchen der Weltkriege endet diese Entwicklung.